# ساختمان شیروخورشید
ساختمان شیروخورشید مربوط به دوره قاجار است و در ماکو، خیابان طالقانی واقع شده و این اثر در تاریخ ۳ اسفند ۱۳۷۷ با شمارهٔ ثبت ۲۲۱۷ به‌عنوان یکی از آثار ملی ایران به ثبت رسیده است.